# Kärcher
Pour les articles homonymes, voir Karcher.
Alfred Kärcher SE & Co. KG plus connu sous son nom abrégé Kärcher est une entreprise allemande fabriquant des nettoyeurs haute-pression. Par antonomase, le nom kärcher (comme souvent dans le processus d'antonomase, le nom perd sa majuscule) désigne un nettoyeur à eau à haute pression, quelle que soit sa marque.

## Histoire

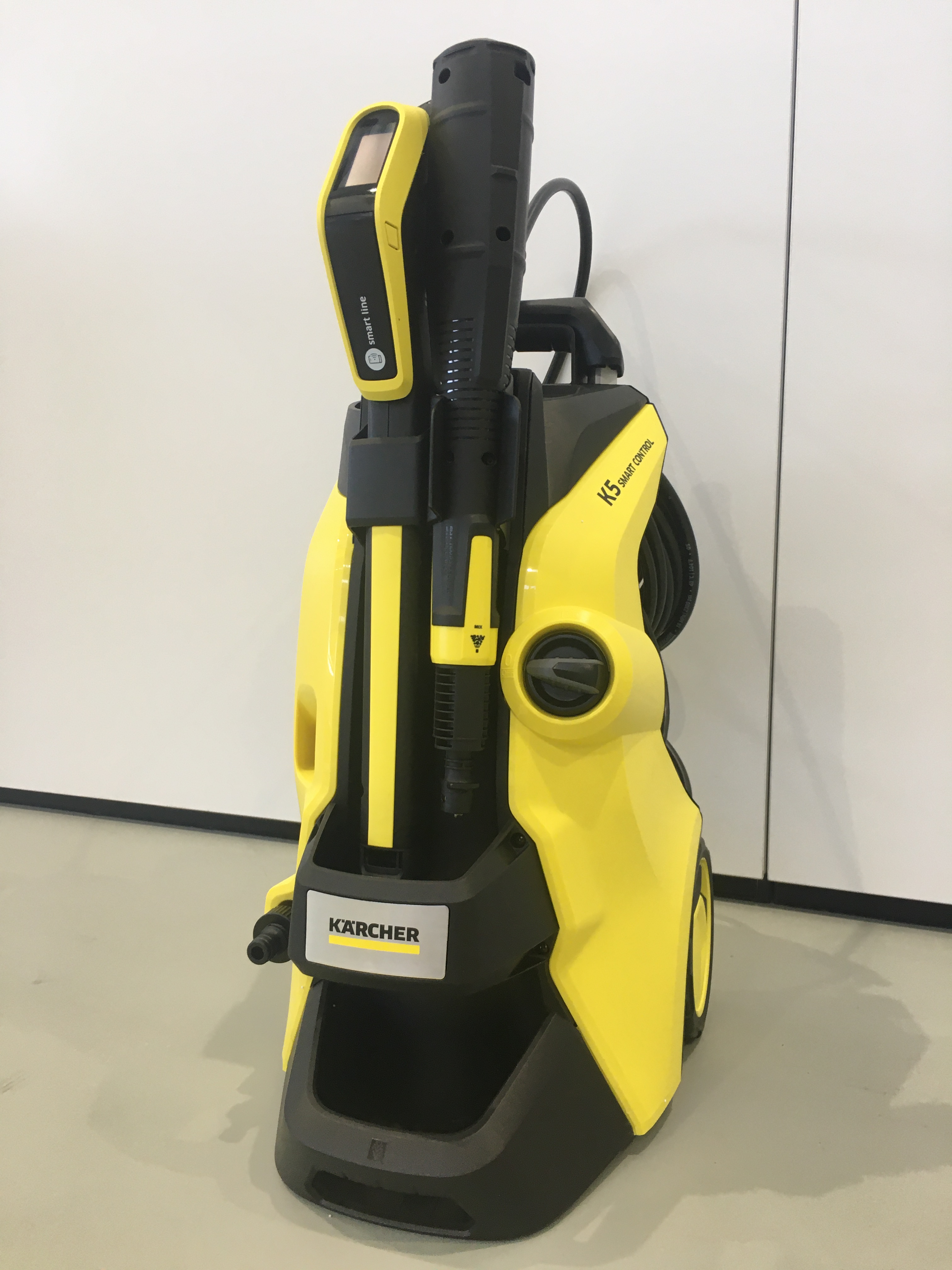
Nettoyeur haute pression Kärcher.

L'entreprise est fondée en 1935 par Alfred Kärcher (de) à Stuttgart-Bad Cannstatt,. Cannstatt est un faubourg  de Stuttgart, où était implanté Daimler. En 1939, elle s’installe à Winnenden.
Ingénieur de formation, Alfred Kärcher crée un « four à bain de sel » utilisé pour le revenu de l’acier et la trempe de métaux légers dans le secteur industriel. Il conçoit également un dispositif pour le chauffage des moteurs, un souffleur d'air chaud, utilisé par la Lufthansa, pour les cabines aussi bien que pour les moteurs et pour faire fondre le givre sur les ailes des avions. À la suite d'une commande significative du ministère de l'aviation du Reich, il se focalise sur la production de cet appareil et revend ses brevets pour le chauffage des fours à bain de sel. Avec le produit de la vente, il achète un bâtiment d'usine à Winnenden, à 15 km au nord-est de Stuttgart, où il déménage en 1939 avec ses désormais 120 employés. Avec le début de la Seconde Guerre mondiale, l'accent est mis sur la participation à l'effort de guerre pour la Luftwaffe. C’est en 1950 que l'entreprise met au point un premier nettoyeur haute pression à eau chaude. Après sa disparition en 1959, c’est sa femme Irène Kärcher qui reprend la direction de l'entreprise, jusque sa mort en 1989,,,. Elle donne une nouvelle impulsion à l'entreprise, renforce le réseau commercial, mise aussi sur une stratégie à l’international, concentre l'activité sur les solutions de nettoyage,,. L'entreprise se renforce également sur la production de plastiques renforcés de fibres de verre (PRV) pour remplacer les traditionnels coques métalliques des appareils. Après la mort d'Irène Kärcher en 1989, ce sont ses enfants, et notamment son fils Johannes, qui deviennent responsables de l’entreprise familiale, puis la direction générale  est laissée à un cadre non-membre de la famille en 2001, Harmut Jenner.

## Internationalisation
La première filiale de la société est lancée en France en 1962,,, puis dans les pays frontaliers que sont l’Autriche et la Suisse. En 2021, la société est présente dans plus de 70 pays.

## Gammes de produits
En 1974, la direction de l'entreprise décide de se concentrer sur le nettoyage après un échec dans les jouets, les planches à voile et le matériel de dialyse. En 1984, le premier nettoyeur haute-pression portatif grand public est lancé, le HD 550. En 1993 arrivent les premiers nettoyeurs vapeurs et aspirateurs pour le grand public. En 2003 est lancé le premier aspirateur robot autonome, puis en 2007, Kärcher s'attaque au marché du jardin.

## Recherche et développement
La recherche et développement implique près de 900 employés, qui ont déposé de multiples brevets.

## Opérations de mécénat culturel et sportif
Depuis plus de 30 ans, Kärcher s’est lancé dans un programme de parrainage culturel. Kärcher entretient un bon nombre de monuments dans le monde. Du mont Rushmore aux Etats-Unis, aux Colonnades du Vatican en passant par le Grand Buddha de Ling Shan en Chine, Kärcher multiplie les opérations de mécénat,.

## Polémique en France
En juin 2005, à la suite de la mort par armes à feu d'un enfant de 11 ans, pris entre les tirs de deux bandes rivales à La Courneuve, Nicolas Sarkozy, alors ministre de l'Intérieur, s'est rendu sur les lieux du drame et a déclaré : « On va nettoyer la Cité des 4000 au Kärcher. » Un certain nombre de voix s'élèvent pour dénoncer ce propos, estimant injurieuse la comparaison entre les habitants et la saleté qui est usuellement enlevée avec un nettoyeur haute pression.
Dans un communiqué de presse paru en mars 2007, la société Kärcher dénonce « l'utilisation répétée » de sa marque dans la campagne électorale et écrit aux candidats à la présidentielle pour les mettre en garde contre une utilisation abusive de son nom. Elle souligne notamment que « l'usage » de la « marque à des fins politiques [...] est en opposition avec les valeurs que souhaite véhiculer l'entreprise, façonnée par 70 ans d'histoire ». Kärcher France écrit à tous les candidats à l'élection présidentielle, et aux présidents de groupes parlementaires à l'Assemblée nationale, pour « expliciter clairement le positionnement de l’entreprise, placée malgré elle au cœur d’un débat qui ne la concerne pas ».
En février 2010, et à la suite d'une déclaration de Fadela Amara sur la nécessité de « nettoyer au kärcher [...] cette violence qui tue nos enfants dans les cités » le 11 janvier de la même année, la société Kärcher informe le ministère de la Culture qu'elle cesse de sponsoriser les Journées européennes du patrimoine à hauteur de 200 000 euros,. Elle annule dans le même temps sa proposition de prendre en charge à ses frais une opération de nettoyage de la façade du palais de Chaillot pour un montant estimé à 2 500 000 euros.
En septembre 2016, en vue de l'élection présidentielle en France, l'entreprise envoie un courrier à une vingtaine de candidats déclarés pour leur demander que son nom ne soit plus associé « avec une question politique, polémique et négative porte préjudice à notre entreprise, à ses valeurs, à ses clients et à ses collaborateurs ».
Pendant l'été 2020, la société fait une campagne publicitaire dans les quotidiens français avec les phrases : « Kärcher souhaite balayer son nom du discours politique. » ou encore « Kärcher s'engage pour le patrimoine, sans pression. ».
En janvier 2022, la marque demande à nouveau « aux personnalités politiques et aux médias de cesser immédiatement tout usage de sa marque dans la sphère politique » après que Valérie Pécresse a utilisé, elle aussi, le nom Kärcher lors de la campagne présidentielle pour illustrer la lutte contre l'insécurité.

## Sites de production
Les appareils sont fabriqués en Allemagne, en Italie, en Roumanie, en Chine, au Brésil, au Mexique et aux États-Unis.